# Niederlehme
Niederlehme è una frazione della città tedesca di Königs Wusterhausen, nel Brandeburgo.

## Storia
Niedelehme fu citata per la prima volta nel 1315, e costituiva un piccolo centro rurale.
Il 26 ottobre 2003 il comune di Niederlehme fu aggregato alla città di Königs Wusterhausen.